# Championnat de Macao de football 2024
Navigation
Saison précédente Saison suivante
La saison 2024 du Championnat de Macao de football est la soixante-quinzième édition du Campeonato da Primeira Divisão, le championnat de première division à Macao. Les dix meilleures équipes macanaises sont regroupées au sein d’une poule unique où elles s'affrontent une fois puis le championnat est scindé en deux. Les cinq premiers jouent pour le titre et les cinq derniers sont dans la poule de relégation.  En fin de championnat, les deux derniers du classement sont relégués et remplacés par les deux meilleures équipes de deuxième division.
Le Casa do Sport Lisboa e Benfica remporte le championnat en fin de saison et son septième titre de champion de Macao.

## Les clubs participants
- Sporting Clube de Macau
- Clube Desportivo Monte Carlo
- Casa do Sport Lisboa e Benfica
- Tak Chun Ka I
- Chao Pak Kei
- Cheng Fung
- Lun Lok FC
- Hang Sai
- Gala - promu
- Universidade de Macau - promu

## Compétition
Le barème utilisé pour établir le classement est le suivant :
- Victoire : 3 points
- Match nul : 1 point
- Défaite : 0 point

### Première phase
| Rang | Équipe                  | Pts | J | G | N | P | Bp | Bc | Diff |
| ---- | ----------------------- | --- | - | - | - | - | -- | -- | ---- |
| 1    | Chao Pak Kei T          | 25  | 9 | 8 | 1 | 0 | 49 | 2  | +47  |
| 2    | SL Benfica              | 24  | 9 | 8 | 0 | 1 | 37 | 8  | +29  |
| 3    | Cheng Fung              | 20  | 9 | 6 | 2 | 1 | 18 | 6  | +12  |
| 4    | Hang Sai                | 13  | 9 | 4 | 1 | 4 | 16 | 22 | -6   |
| 5    | Lun Lok FC              | 13  | 9 | 4 | 1 | 4 | 20 | 28 | -8   |
| 6    | Universidade de Macau P | 13  | 9 | 4 | 1 | 4 | 14 | 18 | -4   |
| 7    | Monte Carlo             | 10  | 9 | 3 | 1 | 5 | 10 | 15 | -5   |
| 8    | Gala P C                | 7   | 9 | 2 | 1 | 6 | 17 | 17 | 0    |
| 9    | Tak Chun Ka I           | 3   | 9 | 1 | 0 | 8 | 10 | 44 | -34  |
| 8    | Sporting Macau          | 2   | 9 | 0 | 2 | 7 | 8  | 39 | -31  |

|  | Qualifié pour la poule championnat               |
|  | Qualifié pour la poule relégation                |
|  | T : Tenant du titre P : Promu de Segunda Divisão |

### Poule championnat
Les équipes se rencontrent deux fois en emportant les points de la première phase.
| Rang | Équipe         | Pts | J  | G  | N | P  | Bp | Bc | Diff |
| ---- | -------------- | --- | -- | -- | - | -- | -- | -- | ---- |
| 1    | SL Benfica     | 46  | 17 | 15 | 1 | 1  | 74 | 15 | +59  |
| 2    | Chao Pak Kei T | 42  | 17 | 13 | 3 | 1  | 84 | 11 | +73  |
| 3    | Cheng Fung     | 31  | 17 | 8  | 4 | 4  | 38 | 20 | +18  |
| 4    | Hang Sai       | 19  | 17 | 6  | 1 | 10 | 33 | 57 | -24  |
| 5    | Lun Lok FC     | 14  | 17 | 4  | 2 | 11 | 26 | 78 | -52  |

|  | Qualifié pour le tour de qualification de la Challenge League de l'AFC 2025-2026 |
|  | T : Tenant du titre P : Promu de Segunda Divisão                                 |

### Poule relégation
Les équipes se rencontrent deux fois en emportant les points de la première phase.
| Rang | Équipe                  | Pts | J  | G | N | P  | Bp | Bc | Diff |
| ---- | ----------------------- | --- | -- | - | - | -- | -- | -- | ---- |
| 6    | Universidade de Macau P | 28  | 17 | 9 | 1 | 7  | 31 | 27 | +4   |
| 7    | Gala P C                | 27  | 17 | 8 | 3 | 6  | 46 | 23 | +23  |
| 8    | Monte Carlo             | 22  | 17 | 6 | 4 | 7  | 27 | 23 | +4   |
| 9    | Sporting Macau          | 9   | 17 | 3 | 3 | 11 | 23 | 54 | -31  |
| 10   | Tak Chun Ka I           | 3   | 17 | 1 | 0 | 16 | 15 | 89 | -74  |

|  | Relégation en deuxième division                  |
|  | T : Tenant du titre P : Promu de Segunda Divisão |

## Bilan de la saison
| Championnat de Macao de football 2024 |                                           |
| Champion                              | Casa do Sport Lisboa e Benfica (7e titre) |
| Coupes et trophées                    |                                           |
| Vainqueur de la Coupe de Macao 2024   | Gala                                      |
| Qualifications continentales          |                                           |
| Challenge League de l'AFC 2025-2026   | Casa do Sport Lisboa e Benfica            |
| Promotions et relégations             |                                           |
| Promus en Primeira Divisão            | Shao Jiang                                |
| Promus en Primeira Divisão            | Ivo Chiba                                 |
| Relégués en Segunda Divisão           | Tak Chun Ka I                             |
| Relégués en Segunda Divisão           | Sporting Macau                            |